# Kemény pályás kerékpáros póló

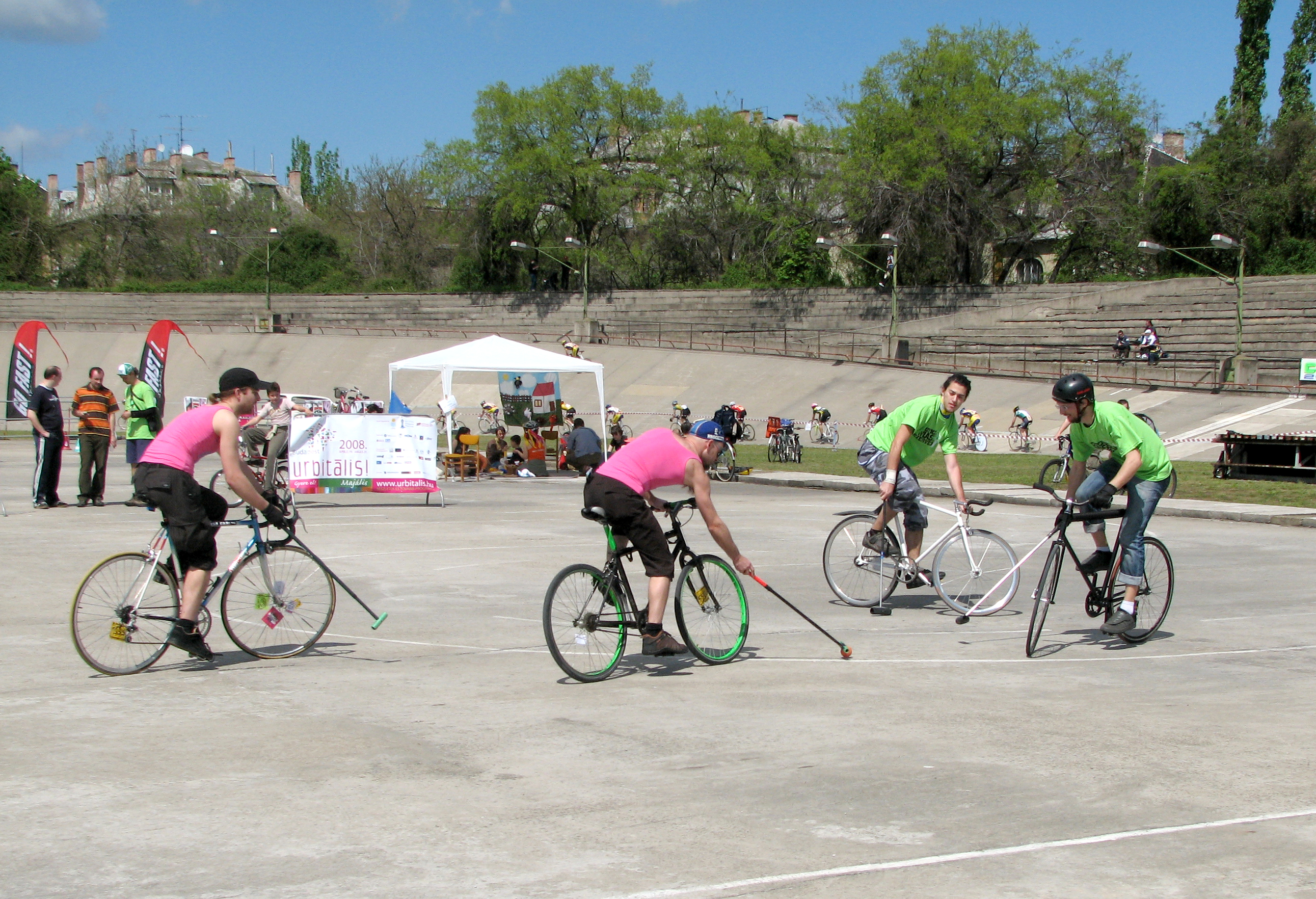
Bringapóló mérkőzés Magyarországon

A kemény pályás kerékpáros póló vagy bringapóló a hagyományos kerékpáros póló változataként két kerékpáros csapat által, zárt téglalap alakú területen ütővel játszott labdajáték. A csapatot három vagy két játékos alkotja. A gólszerzéshez kerek végű, széles fejű kézi ütőt használnak. A labda az utcai görhokiban is használt, melyet a körülbelül kerékpár méretű kapuba (célterület) kell ütni. Magyarországon is egyre népszerűbb sportág, melynek Budapesten, Debrecenben és Szegeden vannak aktív versenyzői.

## Története
Az első pólónak nevezett labdajátékot elefántháton játszották Indiában. 1871-ben megalkotta a The Hurlingham Club (Egyesült Királyság) a modern lovaspóló szabályait. Ehhez hasonló csak kerékpáron játszott labdajátékot Richard J. McCready talált ki 1891-ben. McCready visszavonult kerékpáros az „The Irish Cyclist” kerékpáros magazin szerzője és tulajdonosa. Az első mérkőzést Wicklow megyében a Rathclaren Rovers és az Ohne Hast (rohanás nélkül) kerékpáros klubok 1891. október 4-én játszották füves pályán. 1891. október 31-én McCready magazinjában elsőként jelent meg nyomtatásban a bringapóló szabályzata.
1895-ben alakultak az első klubok (Northampton, Newcastle, Coventry, Melton Mowbray és Catford) megalakulása. 1897-ben az Amerikai Egyesült Államokban is alakult klub. 1897. május 15-én Nagy-Britanniában megalakították a Bike Polo Szövetséget. Az akkori vezetőség székhelye a Sheen House Club (Nyugat-London). 1898. szeptember 10-én a „The Morning Postban”-ban megjelent a Bike Polo Szövetség saját szabályzata. 1898. május 27-én volt az első kerékpáros póló bemutatkozás Párizsban a Moulin Rouge-ban, ahol közreműködött a Captain Wood nevű csapat. Az első nemzetközi mérkőzés a Crystal Palace-ban került megrendezésre Londonban 1901. szeptember 28-án. Az ellenfelek Írország és Németország válogatott csapatai. A mérkőzést 10-5-re Írország nyerte. 1908. július 13. A kerékpáros póló a világon az első olimpiai bemutatkozó sportág az 1908-as Londoni Olimpiai Játékokon.
Az első „kemény” betonos pályán játszott bringapóló mérkőzés Seattle-ben volt 1999-ben. Magyarországon a Millenenáris velodromban 2007 augusztusában Tim Wyatt és Pedro Malho mutatta be a sportágat a budapesti kerékpáros futároknak .

### A magyar bike polo története
2009. április 4-én rendezték meg az 1. Országos Kerékpáros Póló Bajnokságot részt vevő csapatok: BVSC, Blue Scorpions Motor Club, BAJ KSE, Sopron, nyertes a BVSC. 2009 novemberében rendezték meg az első Budapesti bajnokságot. 2010. július 11-én rendezték meg a későbbiekben évente megrendezett I. Drótaszamár Fesztivált Erdőbényén.
Elsőnek vett részt magyar csapat 2010. júliusban megrendezett EHBPC Bike polo európa-bajnokságon Genfben 25. helyen végzett a Budapest Bikepolo. 2010. augusztusban szintén első magyar csapatként a WHBPC Bike polo világbajnokságon Berlinben vett részt a Budapest Bikepolo és 46. helyezett lett. 2010 óta megrendezésre kerülő nemzetközi versenyeken rendszeresen részt vesznek magyar kerékpáros póló csapatok. Az országban egyre népszerűbb sportág, melynek Budapesten, Debrecenben és Szegeden vannak aktív versenyzői és csapatai.

## Felszerelés

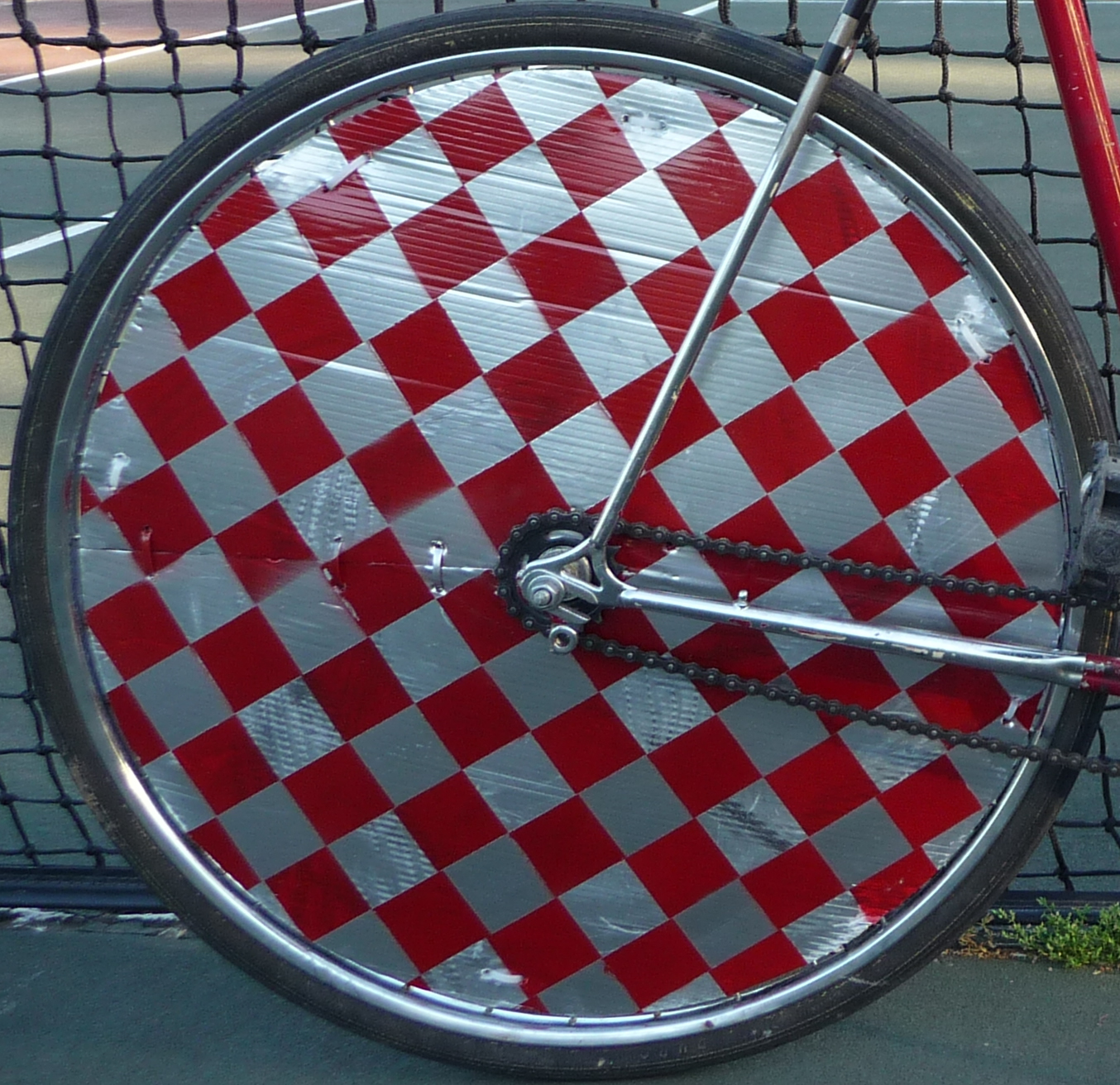
Frissen dekorált küllővédő

A kerékpároknak legalább egy működőképes fékrendszerrel kell rendelkezniük. Az örökhajtós kerékpárok mindkét pedálra szerelt lábrögzítő rendszerrel fékkel ellátott kerékpárnak minősülnek. A kormányvégeket le kell dugózni vagy be kell fedni. A labda mozgását akadályozó csomagtartó, sárvédő, kulacstartó, nyeregtáska vagy más kiegészítő nem engedélyezett. A küllők felületét takaró kerékvédők használata engedélyezett. Éles, hegyes kiálló, lógó alkatrészekkel, laza csavarokkal, szabadon hagyott lánctányérokkal, nem a meghajtott oldalon lévő szabadonfutó fogaskerekekkel a kerékpár használata nem engedélyezett.
A kerékpár kerekei általában speciális 48 küllős kerekek, annak érdekében, hogy a lőtt labda ne hatolhasson át a keréken a küllők között. Egyes esetekben a kerék felületét műanyag kerékvédővel (gettóküllő) borítják be. Ez szintén megakadályozza a labda küllők közötti áthaladását, védelmet nyújt a játékosok lábának küllők közé kerülése ellen, valamint labdavezetéskor "elrejti" a labdát a védő játékos elől. A kerékpárok általában speciálisan a bike pólóhoz készült, speciális geometriával készült kerékpárok.
A pólóban használt labda, a fel nem pattanó görhoki labda. Kerékpáros védőfelszerelések (kesztyű, sisak, térd- és könyökvédő) viselhetőek játék közben, de sisak nélkül a hivatalos mérkőzéseken a játékosnak pályára lépni nem lehet.

### Ütő
Az ütők általában alumíniumból készülnek, melyek több „bike polo” specifikus felszerelést árusító cég kínálatában megtalálhatók.
Ütőnyél: Az ütőnyél fémből vagy karbonszálas anyagból készül. Az ütőnyél markolat felőli részét be kell dugózni vagy be kell fedni. Az ütőnyél anyaga nem nyúlhat túl az ütőfej alsó részének anyagán.
Ütőfej: Az ütőfej műanyagból készül. Az ütőfejet biztonságosan rögzíteni kell az ütő nyélhez. Az ütőfej maximált hossza 180 milliméter. Az ütőfej nyílásának belső átmérője nem haladhatja meg az 57 millimétert. Az ütőfejek KPE csőből, UHMW-PE műanyagból készülhetnek. Nem engedélyezett a veszélyesnek minősülő ütők használata. Veszélyesnek minősülnek a könnyen törő, kiálló részekkel használt ütők, ütők melyekről forgács, repesz, szilánk, töredék válhat le.

## A játék
Általában két csapat három játékossal veszt részt egy palánkkal körbevett zárt téglalap alakú területen. A kaput két kerékpár hosszúságban letett bója alkotja, melyek a pálya két végén úgy helyezkednek el, hogy mögötte is el lehessen kerékpárral haladni.
A játékidő általában 10-15 perc vagy 5 szerzett pontig tart. Kezdéskor a labda a pálya középpontjában van a játékosok a saját gólvonaluk mögött állnak fel. A játék korábban "3,2,1, póló!"-ra indult el manapság ez rövidült arra, hogy a játékvezető póló! kiáltással indítja el a mérkőzést. Gólnak csak az számít, ami ütésből indult. Ütésnek az számít, ha az ütő végével találják el a labdát. A "tolás", azaz az ütő szélesebb felével történő gólszerzés nem számít gólnak. Ha a labda ily módon kerül át a gólvonalon, akkor az érvénytelen és megszakítás nélkül mehet tovább a játék.
Gól esetén a pontszerző csapat visszamegy a saját térfelére, a gólt kapott csapat pedig hozhatja az alapvonaltól (a gólvonalától) a labdát. Ha egy bója eldől vagy a kapu felborul, akkor annak, aki eldöntötte, azonnal vissza kell állítania.
Leshelyzet akkor keletkezik, ha a labda átütése, átpasszolása, áthaladása a gólvonalon visszafelé történik. A labda a kapu mögötti területről történő átlövése után az első játékos által esetlegesen ütött gól, nem érvényes. Bármelyik ez elsőt követő érintésből viszont már lehet gólt ütni. Ha a labda a kapu mellett elhaladva a kapu mögötti falról visszapattan és áthalad hátulról a gólvonalon, akkor a labda még játékban marad, de csak akkor érvényes a gól, ha onnan egy ütéssel kerül a kapuba (például a kapuban álló kerékről bepattanva nem érvényes).
A játékosok nem használhatják a lábukat kerékpár hajtásán kívül másra és ha a lábuk vagy más testrészük érinti a földet, akkor azonnal oda kell menni, a középvonalnál elhelyezett csengőhöz (bármilyen, ütésre hangos eszköz), amelyet meg kell szólaltatni. Majd ezután térhet vissza a játékba. Csengőből csak egy darab lehet, a pálya egyik oldalán elhelyezve.
Test-test elleni nem erőszakos játék megengedett. Játékos-játékos ellen vállal ütközhet, de csak ha mindkét kezük a kormányon van, és tilos kézzel megragadni, húzni vagy tolni a másikat. Ütőt ütő ellen szabad használni, de minden más érintés tilos. Így az ütővel a játékoshoz, az ellenfél kerékpárjához érni nem szabad. Az ütőt eldobni is tilos (kivéve az esést). Az agresszív szabálytalan viselkedést a bíró kiállítással büntetheti, a belátása szerinti ideig.